# جیمز جی کوربت
جیمز جی کوربت (انگلیسی: James John "Gentleman Jim" Corbett؛ ۱ سپتامبر ۱۸۶۶ – ۱۸ فوریهٔ ۱۹۳۳) یک بوکسور و هنرپیشه اهل ایالات متحده آمریکا بود.

## گزیده فیلمشناسی
از فیلم‌ها یا برنامه‌های تلویزیونی که وی در آن نقش داشته‌است می‌توان به آثار زیر اشاره کرد.
- مسابقه باب فیتزیمونز و جیمز جی کوربت
- کوربت و کورتنی پیش از فیلمبرداری